# Ceratomyopsidae
De Ceratomyopsidae zijn een familie van uitgestorven tweekleppigen uit de orde Megalodontida.